# Já jsem si vyvolil
Já jsem si vyvolil nebo také Já jsem si vyvolil za ochranu je česká duchovní píseň ke sv. Anně z poloviny 18. století. Její text byl poprvé zaznamenán v letáčku vytištěném v roce 1753, nápěv pochází ze Svatojanského kancionálu. Zmiňuje se o ní i literatura, například povídka Pan Zeiler od Jana Nerudy nebo čtvrtý díl knihy Školák Kája Mařík. V jednotném kancionále, v němž má značně přepracovaný text a upravenou melodii, je označena číslem 824. Má čtyři sloky a při mši se může zpívat při vstupu, před evangeliem a při obětním průvodu. Skladba je psána ve tříčtvrtečním taktu a tónině A dur.

## Text
1. Já jsem si vyvolil za ochranu / Ježíše, Marii, svatou Annu; / s modlitbou důvěrnou pospíchám k nim, / od nich vždy pomoci doufati smím. / Vlídností svou k sobě mě zvou, / nebeskou ochranou duši mé jsou.
2. Často se v modlitbě ruka má pne / k Ježíši, Marii, svaté Anně; / v zármutku, neštěstí slyší můj hlas; / vím, že mi přispějí v příhodný čas. / Vlídností svou k sobě mě zvou, / nebeskou ochranou duši mé jsou.
3. Tísní-li chudoba, nemoc a žal, / ztratím-li radosti, co svět mi dal, / s důvěrou nesu svůj seslaný kříž, / Ježíši, Marii, Anně jsem blíž. / Vlídností svou k sobě mě zvou, / nebeskou ochranou duši mé jsou.
4. Až pak mi nastane odchodu den, / budu se držeti těch svatých jmen, / aby mě provedli nebes branou / Pán Ježíš s Marii, svatou Annou. / Vlídností svou k sobě mě zvou, / nebeskou ochranou duši mé jsou.